# Izomaltuloză
Izomaltuloza (6-0-α-D-glucopiranozil-D-fructoza) este o dizaharidă formată din glucoză și fructoză, legate prin legături α-1,6-glicozidice. Este prezentă în miere și în extractele de trestie de zahăr.